# Conjunt d'instruccions AES
Un conjunt d'instruccions AES (Advanced Encryption Standard) és un conjunt d'instruccions dissenyades específicament per realitzar operacions de xifratge i desxifrat AES de manera eficient. Aquestes instruccions es troben normalment als processadors moderns i poden accelerar molt les operacions AES en comparació amb les implementacions de programari. Un conjunt d'instruccions AES inclou instruccions per a l'expansió, el xifratge i el desxifrat de claus amb diferents mides de clau (128 bits, 192 bits i 256 bits).

El conjunt d'instruccions sovint s'implementa com un conjunt d'instruccions que poden realitzar una única ronda d'AES juntament amb una versió especial per a l'última ronda que té un mètode lleugerament diferent.
Quan AES s'implementa com a conjunt d'instruccions en lloc de programari, pot tenir una seguretat millorada, ja que la seva superfície d'atac del canal lateral es redueix.

## Processadors d'arquitectura x86
AES-NI (o l'estàndard Intel Advanced Encryption New Instructions; AES-NI) va ser la primera implementació important. AES-NI és una extensió de l'arquitectura del conjunt d'instruccions x86 per a microprocessadors d'Intel i AMD proposada per Intel el març de 2008.
Una versió més àmplia d'AES-NI, AVX-512 Vector AES instructions (VAES) es troba a AVX-512.

### Instruccions
| Instrucció      | Descripció |
| --------------- | --- |
| AESENC          | Realitzeu una ronda d'un flux de xifratge AES                                                                   |
| AESENCLAST      | Realitzeu l'última ronda d'un flux de xifratge AES                                                              |
| AESDEC          | Realitzeu una ronda d'un flux de desxifrat AES                                                                  |
| AESDECLAST      | Realitzeu l'última ronda d'un flux de desxifrat AES                                                             |
| AESKEYGENASSIST | Ajuda a la generació de claus rodones AES                                                                       |
| AESIMC          | Ajuda a la generació de claus rodones de desxifrat AES. Aplica columnes de mescla inversa a les tecles rodones. |

### Intel
Els processadors Intel següents admeten el conjunt d'instruccions AES-NI:
- Processadors basats en Westmere, concretament:
  - Processadors Westmere-EP (també conegut com a model de servidor DP de la sèrie Gulftown Xeon 5600)
  - Processadors Clarkdale (excepte Core i3, Pentium i Celeron)
  - Processadors Arrandale (excepte Celeron, Pentium, Core i3, Core i5-4XXM)
- Processadors Sandy Bridge :
  - Escriptori: tots excepte Pentium, Celeron, Core i3
  - Mòbil: tots els Core i7 i Core i5. Diversos venedors han enviat configuracions de BIOS amb l'extensió desactivada; Cal una actualització de la BIOS per activar-los.
- Processadors Ivy Bridge
  - Només tots els i5, i7, Xeon i i3-2115C
- Processadors Haswell (tots excepte i3-4000m, Pentium i Celeron)
- Processadors Broadwell (tots excepte Pentium i Celeron)
- Processadors Silvermont/Airmont (tots excepte Bay Trail-D i Bay Trail-M)
- Processadors Goldmont (i posteriors).
- Processadors Skylake (i posteriors).

### AMD
Diversos processadors AMD admeten instruccions AES:
- Processadors Jaguar i més nous
- Processadors Puma i més nous
- Processadors "Equip Pesat".
  - Processadors de bulldozer
  - Processadors Piledriver
  - Processadors Steamroller
  - Processadors d'excavadores i més nous
- Processadors basats en Zen (i posteriors).

## Acceleració de maquinari en altres arquitectures
El suport AES amb instruccions de processador sense privilegis també està disponible als processadors SPARC més recents (T3, T4, T5, M5 i posterior) i als processadors ARM més recents. El processador SPARC T4, introduït el 2011, té instruccions a nivell d'usuari que implementen rondes AES. Aquestes instruccions s'afegeixen a les ordres de xifratge de nivell superior. L'arquitectura del processador ARMv8-A, anunciada el 2011, incloent l'ARM Cortex-A53 i A57 (però no els processadors v7 anteriors com el Cortex A5, 7, 8, 9, 11, 15) també tenen instruccions a nivell d'usuari que implementen rondes AES.

### Arquitectura ARM
La informació de programació està disponible al Manual de referència de l'arquitectura ARM ARMv8, per al perfil d'arquitectura ARMv8-A (Secció A2.3 "L'extensió criptogràfica Armv8").
El Marvell Kirkwood era el nucli incrustat d'una gamma de SoC de Marvell Technology, aquestes CPU SoC (ARM, mv_cesa a Linux) utilitzeu el maneig AES accelerat basat en controladors. (Vegeu Crypto API (Linux).
- Arquitectura ARMv8-A
  - Les extensions criptogràfiques ARM admeten opcionalment els nuclis ARM Cortex-A30/50/70
- Acceleradors/motors de maquinari criptogràfic
  - Allwinner
    - A10, A20, A30, A31, A80, A83T, H3 i A64 mitjançant el sistema de seguretat

  - Broadcom
    - BCM5801/BCM5805/BCM5820 utilitzant el processador de seguretat

  - NXP Semiconductors
    - i.MX6 en endavant

  - Qualcomm
    - Snapdragon 805 en endavant

  - Rockchip
    - Sèrie RK30xx en endavant

  - Samsung
    - Sèrie Exynos 3 en endavant

### Arquitectura RISC-V
Tot i que l'arquitectura RISC-V no inclou instruccions específiques d'AES, una sèrie de xips RISC-V inclouen coprocessadors AES integrats. Alguns exemples inclouen:
- RISC-V de doble nucli Sipeed-M1 de 64 bits compatible amb AES i SHA256.
- ESP32 -C basat en l'arquitectura RISC-V (així com ESP32 basat en Xtensa), admet AES, SHA, RSA, RNG, HMAC, signatura digital i XTS 128 per a flash.
- Bouffalo Labs BL602/604 RISC-V de 32 bits admet diverses variants AES i SHA.